# Myrmarachne palladia
Myrmarachne palladia là một loài nhện trong họ Salticidae.
Loài này thuộc chi Myrmarachne. Myrmarachne palladia được J. Denis miêu tả năm 1958.